# Devarayapatna, Mandya
Devarayapatna là một làng thuộc tehsil Mandya, huyện Mandya, bang Karnataka, Ấn Độ.